# Piotr Józef Kublicki
Piotr Józef Kublicki herbu Ostoja (zm. w 1700 roku) – podczaszy połocki w latach 1661–1700.
Był elektorem Jana III Sobieskiego z województwa połockiego w 1674 roku.